# Ahmad Allée
Ahmad Allée (Duhok, 29 de abril de 1996) es un futbolista iraquí que juega en la demarcación de centrocampista para el FC Rouen de la Championnat National.

## Selección nacional
Hizo su debut con la selección de fútbol de Irak el 13 de octubre de 2023 en un encuentro amistoso contra Catar que finalizó con un resultado de empate a cero.

## Clubes
| Club                | País    | Año       | Partidos | Goles |
| ------------------- | ------- | --------- | -------- | ----- |
| Stade Rennes II     | Francia | 2013-2016 | 32       | 0     |
| AS Saint-Étienne II | Francia | 2016-2017 | 12       | 0     |
| Stade Briochin      | Francia | 2017-2022 | 128      | 12    |
| Stade Briochin II   | Francia | 2020-2022 | 5        | 0     |
| US Orléans II       | Francia | 2022-2023 | 6        | 0     |
| US Orléans          | Francia | 2022-2023 | 23       | 0     |
| FC Rouen            | Francia | 2023-     | 55       | 0     |